# Resolució 840 del Consell de Seguretat de les Nacions Unides
La Resolució 840 del Consell de Seguretat de les Nacions Unides fou adoptada per unanimitat el 15 de juny de 1993. Després de recordar les resolucions 668 (1990), 745 (1992), 810 (1993) 826 (1993), 835 (1993) i altres resolucions pertinents, el Consell ha aprovat els resultats de la eleccions generals de 1993 a Cambodja.
Els tributs es paguen a l'antic rei Norodom Sihanouk pel seu lideratge del Consell Nacional Suprem i al Autoritat Transitòria de les Nacions Unides a Cambodja (UNTAC) i Yasushi Akashi, Representant Especial del Secretari General, pels seus esforços durant el procés electoral, que havia estat declarat lliure i just.
El Consell va convidar a tots els partits polítics a respectar plenament els resultats de les eleccions i a cooperar durant el procés de transició a mantenir l'estabilitat i promoure la reconciliació nacional. Es va donar suport a l'assemblea constituent recentment elegida que havia començat la seva tasca d'elaborar una constitució, i que es transformaria en assemblea legislativa.
Es va demanar al secretari general Boutros Boutros-Ghali, que informés a mitjans de juliol de 1993 sobre les seves recomanacions sobre el possible paper que les Nacions Unides i les seves agències podrien exercir després del final del mandat de la UNTAC d'acord amb el Acords de París.